# 5631 Sekihokutouge
Az 5631 Sekihokutouge (ideiglenes jelöléssel 1993 FE1) a Naprendszer kisbolygóövében található aszteroida. Kin Endate,  Vatanabe Kazuró fedezte fel 1993. március 20-án.